# Liste der Naturdenkmale in Armsheim
Die Liste der Naturdenkmale in Armsheim nennt die im Gemeindegebiet von Armsheim ausgewiesenen Naturdenkmale (Stand 17. Februar 2024).

## Naturdenkmale
| Nr.         | Bezeichnung | Lage                         | Beschreibung | Bild                                    |
| ----------- | ----------- | ---------------------------- | ------------ | --------------------------------------- |
| ND-7331-410 | Alte Eiche  | Hauptstraße, bei Nr. 26 Lage | Quercus sp.  | Direkt Bild zu diesem Denkmal hochladen |

## Ehemalige Naturdenkmale
| Nr. | Bezeichnung            | Lage                                              | Beschreibung                                                                | Bild                                    |
| --- | ---------------------- | ------------------------------------------------- | --------------------------------------------------------------------------- | --------------------------------------- |
|     | Reste des Effenkranzes | Armsheim, Am Billgraben Lage                      | Ulmus minor, mehrere Bäume; Rechtsverordnung aufgehoben                     | Direkt Bild zu diesem Denkmal hochladen |
|     | Vogelschutzgehölz      | Armsheim, außerhalb des Ortes; Flur In der Kachel | flächenhaftes Naturdenkmal; Rechtsverordnung aufgehoben                     | Direkt Bild zu diesem Denkmal hochladen |
|     | Hinkelstein            | Armsheim, Bahnhofstraße Lage                      | Menhir, mehrfach versetzt; Rechtsverordnung aufgehoben, jetzt Kulturdenkmal | Direkt Bild zu diesem Denkmal hochladen |
|     | Der spitze Stein       | Armsheim, Bahnhofstraße Lage                      | Menhir, mehrfach versetzt; Rechtsverordnung aufgehoben, jetzt Kulturdenkmal | Direkt Bild zu diesem Denkmal hochladen |
|     | Der Dicke Stein        | Armsheim, Bahnhofstraße Lage                      | Menhir, mehrfach versetzt; Rechtsverordnung aufgehoben, jetzt Kulturdenkmal | Direkt Bild zu diesem Denkmal hochladen |
|     | Alte Effe              | Schimsheim, bei Armsheimer Straße 2 Lage          | Ulmus minor, Gerichtsbaum; Rechtsverordnung aufgehoben                      | Direkt Bild zu diesem Denkmal hochladen |